# Companyia del Niassa

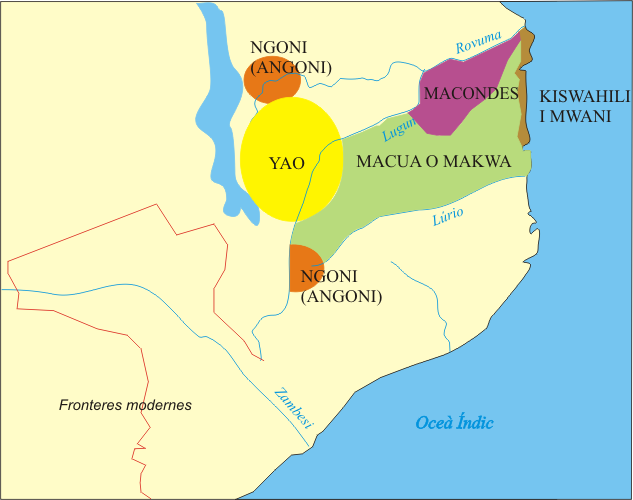
Ètnies a la zona de la concessió de la Companyia

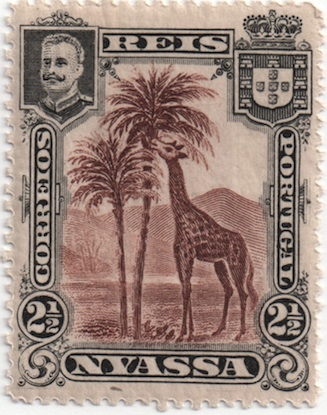
Segell postal de 1901 de 2½ réis relatiu a la Companhia do Niassa (referit com a "Nyassa"), mostra per primer cop una girafa impresa.

La Companyia del Niassa (Companhia do Niassa) fou una companyia comercial portuguesa habilitada per privilegi reial datat el 1890 per operar a la colònia de Moçambic, a les modernes províncies de Cabo Delgado i Niassa al nord del riu Lurio i fins al riu Rovuma i de l'oceà Índic fins al llac Niassa (Nyassa) és a dir un territori de 160.000 km². El termini de la concessió fou de 35 anys; el fundador fou Bernard Daupais, mercader de Lisboa.

## Història
Després del Congrés de Berlín de 1885 i de l'ultimàtum britànic del 1890, es va establir la frontera entre Moçambic i el protectorat britànic de Nyasalàndia. Portugal estava obligat a l'ocupació efectiva dels territoris però estava proper a la bancarrota i va haver de concedir territoris a companyies privades. La companyia del Niassa va rebre els territoris entre el Rovuma i el Lúrio. Quan es va fer la concessió l'establiment portuguès es limitava a l'illa d'Ibo i a tres establiments al continent al nord de l'illa: Quissanga, Moçímboa da Praia i Palma, tots tres molt precaris tant a nivell militar com comercial.
La Companyia de Niassa havia de sotmetre tot aquest territori a una administració efectiva, però la seva administració va tenir com a característica principal la inestabilitat del seu capital inversor. En el període de 35 anys que va durar la concessió van produir-se fins a 5 canvis d'accionista majoritari, amb l'agreujant que cada un d'aquests canvis gairebé sempre suposava una redefinició dels objectius econòmics de la Companyia. A aquesta manca de permanència del capital, li hem d'afegir la forta resistència militar que va caracteritzar tant els macua, com els wa yao i els macondes que habitaven en aquell territori. A més a més, amb l'entrada de Portugal en la I Guerra Mundial, va produir-se la penetració de forces alemanyes procedents de Tanganika, la qual cosa va establir un front militar en ple territori de la Companyia de Niassa. Aquests elements mostren les dificultats amb què van trobar-se els administradors de la Companyia de Niassa, i són la causa del seu fracàs en establir una administració civil efectiva.
La companyia no tenia prou capital per l'operació i el 1892-1893 va buscar la participació de capitalistes francesos i anglesos però no va tenir gaire ressò. L'any 1893 va decidir organitzar una expedició de reconeixement de l'interior. L'informe resultant d'aquesta expedició va aixecar expectatives de trobar dipòsits de carbó i or en els territoris en concessió i, l'any següent, es va aconseguir reunir el capital necessari per a procedir a la presa de possessió dels territoris; els accionistes des de Londres i París, reclamaven tenir el control de la Companyia. Les irregularitats comeses en tot el procés precedent van ser de tal abast que van obligar el govern portuguès a portar el cas als tribunals. Finalment, l'any 1897 es va aclarir la situació i el grup d'inversors britànics Ibo Syndicate va prendre el control majoritari de la Companyia i va establir la seu principal a Londres. Fins a aquesta data, doncs, l'activitat de la Companyia va estar centrada en els despatxos europeus sense cap presència real a l'Àfrica i el volum d'ingressos de les duanes fins i tot va baixar en relació als darrers anys d'administració de l'estat. Poc abans Mouzinho de Albuquerque, el governador de Moçambic, va patir a Mujenga, el 20 i 21 d'octubre de 1896, una greu derrota contra els namarrais que va fer dubtar de les possibilitats dels portuguesos a la colònia, però que finalment no va tenir conseqüències.
El "Ibo Syndicate" va aconseguir els diners suficients per establir l'administració a la vila d'Ibo; el 1897 va projectar una expedició contra el cap tribal Mataca de la regió de Niassa, però davant la resistència que s'esperava, el pla es va abandonar.
L'any 1898 la Companyia va començar la construcció de dos nous assentaments a la costa al sud d'Ibo: el de Porto Amélia (actual Pemba) estava destinat a servir com a nova capital administrativa en substitució de la Vila de Ibo. Un altre establiment fou Lúrio, a la desembocadura del riu del mateix nom. També va introduir l'impost de la palhota, que en aquell primer any va reduir-se als petits territoris al voltant dels assentaments portuguesos (total 10.709 palhotas: 1535 a Palma, 628 a Mocímboa, 4.776 a Quissanga i 3.770 a Ibo). A tot arreu van trobar una mala disposició dels africans a pagar. Amb l'inici de les inversions a l'Àfrica, la Companyia va rebre dos incentius importants per part del govern portuguès: d'una banda va beneficiar-se de l'aixecament de la prohibició de venda d'armes que el govern havia imposat uns anys abans i, de l'altra, va rebre la jurisdicció sobre l'illa d'Ibo, que no estava inclosa en la primera carta de concessió. Una de les mesures decretades l'any 1895 per fer avançar la conquesta va ser la prohibició del comerç d'armes. De tota manera aquesta prohibició no va tenir gaire incidència perquè les armes arribaven igualment de contraban (l'any 1907 el governador de la província de Moçambic va demanar l'aixecament de la prohibició, ja que, com que les armes i la pólvora arribaven igualment, com a mínim tindrien el beneficis de la seva venda).
El segon grup inversor (1898-1902) fou el "Ibo Investment Trust", per una ampliació de capital britànic; l'objectiu de l'ampliació era començar els preparatius per a la construcció del ferrocarril entre el llac Niassa i Porto Amélia, el qual havia d'esdevenir el motor del desenvolupament econòmic de la regió. Amb aquesta finalitat el trust va aconseguir portar a terme amb èxit el projecte contra Mataca, amb el suport d'un cos de 200 soldats colonials regulars blancs i 2800 indígenes, pujant des de Mataca i establint una posició a Metarica; des d'aquí el 1900 va poder ocupar Messumba o el 1902 Metangula, ambdues a la riba del llac Niassa; però tot seguit el trust es va dissoldre, ja que els beneficis possibles no justificaven la inversió que calia per fer el ferrocarril.
El tercer període (1903-1908) va estar marcat per la fugida de capitals de la companyia. Donat el reduït capital disponible, la recaptació del màxim de diners possible va esdevenir l'objectiu prioritari. A tal efecte es van adoptar tres mesures: la reducció dels aranzels a la importació en relacions als de les províncies veïnes, que va atreure el comerç als seus ports; l'ampliació de la palhota fins a part de la regió de Meto a uns 300 km de la costa, amb utilització de mètodes brutals dels milicians de la companyia; i un contracte (signat el 1903) amb la Witwatersrand Native Labour Association (W.N.L.A.) per a proporcionar mà d'obra a les mines del Transvaal.
El quart període (1809-1913) va estar dominat pel capital sud-africà. Tot i que des de 1903 existia el conveni per a enviar mà d'obra de Niassa a les mines, fins a l'any 1908 el volum de treballadors implicats havia estat reduït. Tanmateix, amb la pèrdua el 1907 de l'opció per obtenir treballadors xinesos, la W.N.L.A va haver d'adreçar la seva demanda a aquest territori. La perspectiva de convertir el territori de la Companyia de Niassa en un proveïdor a gran escala de mà d'obra africana van fer que es formés, a Londres, un nou grup financer interessat a controlar la Companyia, el Niassa Consolidated Company. Les 250.000 lliures esterlines que aquesta societat va aportar l'any 1908 van servir per reprendre la conquesta aturada després del 1903.
Les noves accions militars van dividir-se en dos fronts. D'una banda va començar-se a penetrar l'interior des de la franja costanera al nord de Port Amélia fins a l'altiplà dels macondes. D'altra banda es van iniciar una estratègia d'encerclament del regne de Mataca, que va ser definitivament atacat i derrotat l'any 1912. Aquest derrota va suposar la sortida de molta gent vers els territoris britànics de Nyasalàndia. Aquesta fugida de població que s'havia iniciat el 1900, va assolir ara grans proporcions (segons les dades britàniques de l'època, es considerava que fins a 45.000 wa yao havien arribat de Moçambic entre 1900 i 1912). L'any 1913 el govern de la Unió Sud-africana va prohibir el reclutament de treballadors més al nord del paral·lel 22, degut a l'elevat índex de mortalitat que patien (6,4%). La impossibilitat de contractar treballadors va fer que el capital sud-africà perdés el seu interès per la Companyia.
Durant el cinquè període (1914-1917) la Companyia va estar controlada per capital alemany. L'entrada de capital alemany estava en relació amb l'interès que Alemanya sempre havia mostrat per ampliar vers el sud els seus territoris colonials de Tanganika. Ja l'any 1898 s'havia produït un acord entre el Regne Unit i Alemanya segons el qual, donada la situació financera de Portugal, acordaven com es repartirien els territoris colonials portuguesos en cas que Portugal els demanés un crèdit i no pogués complir-lo: el tracte era que el nord de Moçambic, el sud d'Angola i Timor serien per Alemanya, i la resta pel Regne Unit. Aquest acord va ser signat pels britànics per convèncer els alemanys de no donar suport als francesos en la guerra del Sudan ni als bòers en la de Sud-àfrica. Un cop van tenir assegurada la neutralitat alemanya en aquests dos fronts, el Regne Unit va comunicar l'acord a Portugal, prevenint-la de no acceptar qualsevol crèdit que Alemanya li oferís, ja que la Gran Bretanya preferia conservar l'imperi portuguès, molt més dòcil. L'any 1914, poc abans d'esclatar la I Guerra Mundial, les ganes de vendre de la Niassa Consolidated, va oferir a un consorci de bancs alemanys la possibilitat de controlar el capital de la Companyia.
L'inici de la primera guerra mundial va proporcionar a Alemanya la possibilitat de prendre per les armes allò que no havia pogut aconseguir per la diplomàcia. Durant els primers anys de la guerra, la posició de Portugal va mantenir-se ambigua, declarant-se
neutral alhora que ajudava de manera explícita els interessos britànics. Però el febrer de 1916, després que fossin requisats uns vaixells alemanys estacionats a ports portuguesos, Alemanya va declarar-li la guerra (març). A la segona meitat del 1916 els portuguesos van ocupar el triangle de Kionga però no és clar que fos incorporat a la concessió de la companyia. El 20 de novembre de 1917, l'exèrcit alemany instal·lat a Tanganika va creuar el Rovuma i va penetrar cap al sud. Va estar-se en territori portuguès fins al 28 de setembre de l'any següent, quan el van abandonar per endinsar-se en la Rhodèsia del Nord. Durant tot aquest temps la coalició de l'exèrcit portuguès amb algunes forces britàniques i belgues no van aconseguir derrotar-los. Només l'armistici demanat pel govern alemany l'11 de novembre de 1918 va suposar la rendició de l'exèrcit alemany a l'Àfrica oriental.
La principal característica de la guerra a Moçambic va ser el gran nombre d'africans que van morir com a conseqüència dels combats, dels treballs forçats per a obrir carreteres, i pel carregament de la intendència de tots els exèrcits que
van destinar-hi forces. Els efectes de la destrucció de collites i les malalties escampades pels soldats van continuar afectant la regió anys després de la fi de la guerra. Portugal va aprofitar l'embranzida militar per acabar d'ocupar tot el territori, castigant i deportant els caps sospitosos d'haver donat suport als alemanys, entre els quals cal destacar els reis de Namuno i Maúa. Els altiplans de Mueda van ser la darrera porció de territori en ser conquerida, i van ser-ho gràcies a la construcció durant la guerra de la carretera que connectava Porto Amélia amb Moçímboa do Rovuma situada a 200 km de la desembocadura del Rovuma. Els maconde no van ser totalment derrotats fins a l'any 1924; els macondes, sempre oposats a la dominació portuguesa, foren els primers que vers 1962 van començar a donar suport a la lluita d'alliberament.
L'any 1917, el govern britànic va requisar als alemanys les accions de Niassa Consolidated i, amb la fi de la guerra, les va fer comprar a la Union Castle Mail Steamship Company. Amb aquesta operació els britànics pretenien que Portugal els concedís la renovació de la concessió del territori, perquè els onze anys que restaven eren del tot insuficients per justificar cap despesa. Portugal, però, va negar-se a totes les propostes d'ampliació de la concessió. La Companyia va mantenir-se sota control britànic fins que, a finals de 1929, el govern portuguès va recuperar el control directe d'aquell territori (27 d'octubre).
Aquest darrer període es va caracteritzar per la voluntat de treure el màxim rendiment possible abans del final de la concessió. Les despeses es van reduir al mínim i tant l'impost de la palhota com els nivells de corrupció i violència dels empleats van anar augmentant progressivament a mesura que la concessió s'acostava a la seva fi. Malgrat l'augment experimentat per l'economia de plantació en aquests últims anys, aquesta continuava representant menys d'un quart del total de les exportacions de la Companyia. Les altres tres quartes parts procedien de l'agricultura i el comerç local. Com que l'impost de la palhota pujava cada any mentre els preus dels productes es mantenien, cada cop hi havia més pressió de treball sobre l'economia familiar de la població. Així el poder de l'entitat va estar basat en el sistema anomenat chibalo, és a dir el treball forçat dels indígenes a les plantacions de cotó o a obres públiques.
Portugal va rebre un territori molt més empobrit i despoblat que no pas el que havia cedit 35 anys enrere, però l'acció de la companyia i del capital estranger havia aconseguit conservar-ne la sobirania, que Portugal no hauria aconseguit sense ajut.
La companyia va emetre els seus propis segells de correus el 1898, i van estar en ús fins al 1929.